# آختوبینسک
شهر آختوبینسک (به روسی: Ахтубинск) در کشور روسیه و در اوبلاست آستراخان واقع شده‌است.